# Константінос Куфос
Константінос Куфос (грец. Κωνσταντίνος Κουφός) — грецький співак. Має псевдонім PersonaS, за назвою групи, з якою виступав на Корфу. Пісня «Η Πιο Ωραία Στην Ελλάδα», яку виконує Куфос, менше ніж за рік досягла 30 мільйонів переглядів на YouTube і посіла перше місце в списку найпопулярніших треків в Греції в 2015 році.

## Біографія
Константінос народився в 1988 році, єдина дитина в сім'ї. Батьки співака родом з Північного Епіру, Дрополі, селища Саранда. Греки. З трьох років Константінос живе на Корфу.
У дитинстві почав писав музику і самостійно вчився грати на піаніно. У 2006 році Куфос переїздить до Афін, де вивчає англійську літературу. Підробляв в різних барах і клубах. Під час навчання в Афінах, в 2007 році, брав участь в "TV Stars Show" на телеканалі Alpha. Відразу після закінчення навчання Куфос почав працювати в школі вчителем. У 2011 створює групу Personas, учасники якої виконували реп. У Корфу працював ді-джеєм у маленькому клубі. У 2014 один турист з Словенії попросив Куфоса виконати пісню "Uno Momento", яку виконувала Северина Вучкович, але пісню він не знав, тому повернувшись додому, скачав її, розучив і спробував виконати. З цього дня Константінос виконував її в барі кожен день. Написав текст грецькою мовою і виклав на YouTube з назвою «Η Πιο Ωραία Στην Ελλάδα». Пісня мала неймовірний успіх і стала найпопулярнішою грецької піснею на YouTube в 2015. На квітень 2016 досягла 30 мільйонів переглядів, що є рекордом для грецьких виконавців. 4 лютого 2016 року виходить друга пісня Куфоса «Μετρώ Αντίστροφα (5, 4, 3, 2, 1)», автором музики і тексту є сам Куфос. Відео кліп на пісню «Μετρώ Αντίστροφα (5, 4, 3, 2, 1)» зняв Янніс Пападакіс. Близько 15 днів після випуску нового відеокліпу кількість переглядів на YouTube перевершила один мільйон. Через два місяці (квітень 2016) кількість переглядів перевершила 6 мільйонів. 
З 27 листопада 2016 співак вперше виступає в Афінах в нічному клубі "Κέντρο Αθηνών" разом з Нікосом Вертісом.
З 2016 Куфос займається вокалом з відомим педагогом Христосом Лірітзісом, який ставив голос Папарізу, Плутархосу, Йоргосу Тсалікісу, Сабанісу, Йоркасу, Пантелісу Пантелідісу.

## Нагороди
- 2016 Mad Video Music Awards: Найкращий артист-новичок[12].